# Clasificacion de Forrest
La clasificación de Forrest es una escala que permite clasificar el carácter y gravedad del sangrado de las úlceras pépticas.  

## Generalidades
Una de las principales causas de sangrado digestivo alto es la enfermedad ulcero-péptica. La úlcera péptica gastroduodenal afecta la mucosa gástrica y duodenal y se asocia a H. pylori, AINEs, consumo de alcohol y tabaco. 
Estas lesiones sangrantes pueden poner en peligro la vida, por lo cual era preciso desarrollar un método que permitiera clasificarlas y pronosticar el riesgo de resangrado. A la vez permite determinar el abordaje terapéutico más adecuado para cada caso.

## Historia
En 1974 El doctor J.A.H. Forrest desarrolló y publicó la escala de Forrest para clasificar úlceras sangrantes o de reciente sangrado.

## Descripción e interpretación
El primer grupo (Forrest I) se asocia a úlceras pépticas con sangrado activo pulsátil (IA) o sangrado activo babeante (IB). 
El segundo grupo (Forrest II) incluye úlceras en las que no hay sangrado activo al momento de ser observadas, pero con signos o estigmas de sangrado reciente en el lecho ulceroso como un vaso visible (IIA), un coágulo rojo adherido (IIB) o un fondo ulceroso hemático (IIC).
Las lesiones del tercer grupo (Forrest III) hacen referencia a úlceras pépticas con fondo limpio fibrinoso. 
A cada grupo se le ha asignado un porcentaje de resangrado y mortalidad.
| Forrest | Descripción                     | Riesgo de Resangrado (%) | Mortalidad (%) |
| ------- | ------------------------------- | ------------------------ | -------------- |
| IA      | Sangrado en chorro (Activo)     | 80-100                   | 11             |
| IB      | Sangrado babeante (Activo)      | 80-100                   | 11             |
| IIA     | Vaso visible (No sangrante)     | 50-80                    | 11             |
| IIB     | Coágulo adherido (No sangrante) | 20-30                    | 7              |
| IIC     | Fondo hemático (No sangrante)   | 5-10                     | 3              |
| III     | Fondo limpio (Fibrina)          | 1-2                      | 2              |